# .ms
ms. هو نطاق إنترنت من صِنف مستوى النطاقات العُليا في ترميز الدول والمناطق، للمواقع التي تنتمي إلى مونتسرات (مستعمرة بريطانية في البحر الكاريبى).